# Michael Guest
Michael Patrick Guest (Woodbury, 4 febbraio 1970) è un politico statunitense, membro della Camera dei Rappresentanti per lo Stato del Mississippi.

## Biografia
Ha conseguito un Juris Doctor presso l'Università del Mississippi ed è stato assistente del procuratore distrettuale per le contee di Madison e Rankin dal 1994 al 2008 e poi procuratore distrettuale dal 2008.
Nel 2018 si è candidato alla Camera dei Rappresentanti per il terzo distretto del Mississippi vincendo prima la nomination del Partito Repubblicano al ballottaggio contro Whit Hughes dopo aver ottenuto il 45% dei voti al primo turno e poi sconfiggendo il democratico Michael Evans con il 62,7% dei voti. Durante la campagna elettorale si è presentato come un fervente sostenitore del Presidente Donald Trump.